# Broad Top City
Broad Top City és una població dels Estats Units a l'estat de Pennsilvània. Segons el cens del 2000 tenia 384 habitants.

## Demografia
Segons el cens del 2000, Broad Top City tenia 384 habitants, 162 habitatges, i 117 famílies. La densitat de població era de 231,7 habitants per quilòmetre quadrat.
Dels 162 habitatges en un 30,9% hi vivien nens de menys de 18 anys, en un 58% hi vivien parelles casades, en un 8% dones solteres, i en un 27,2% no eren unitats familiars. En el 24,7% dels habitatges hi vivien persones soles el 14,8% de les quals corresponia a persones de 65 anys o més que vivien soles. El nombre mitjà de persones vivint en cada habitatge era de 2,37 i el nombre mitjà de persones que vivien en cada família era de 2,8.
Per edats la població es repartia de la següent manera: un 20,6% tenia menys de 18 anys, un 7,8% entre 18 i 24, un 24,2% entre 25 i 44, un 30,7% de 45 a 60 i un 16,7% 65 anys o més.
L'edat mediana era de 43 anys. Per cada 100 dones de 18 o més anys hi havia 100,7 homes.
La renda mediana per habitatge era de 27.500 $ i la renda mediana per família de 33.056 $. Els homes tenien una renda mediana de 28.438 $ mentre que les dones 21.250 $. La renda per capita de la població era de 12.788 $. Entorn del 21,2% de les famílies i el 19,8% de la població estaven per davall del llindar de pobresa.

## Poblacions més properes
El següent diagrama mostra les poblacions més properes.